# Franz Konstantin Rampa

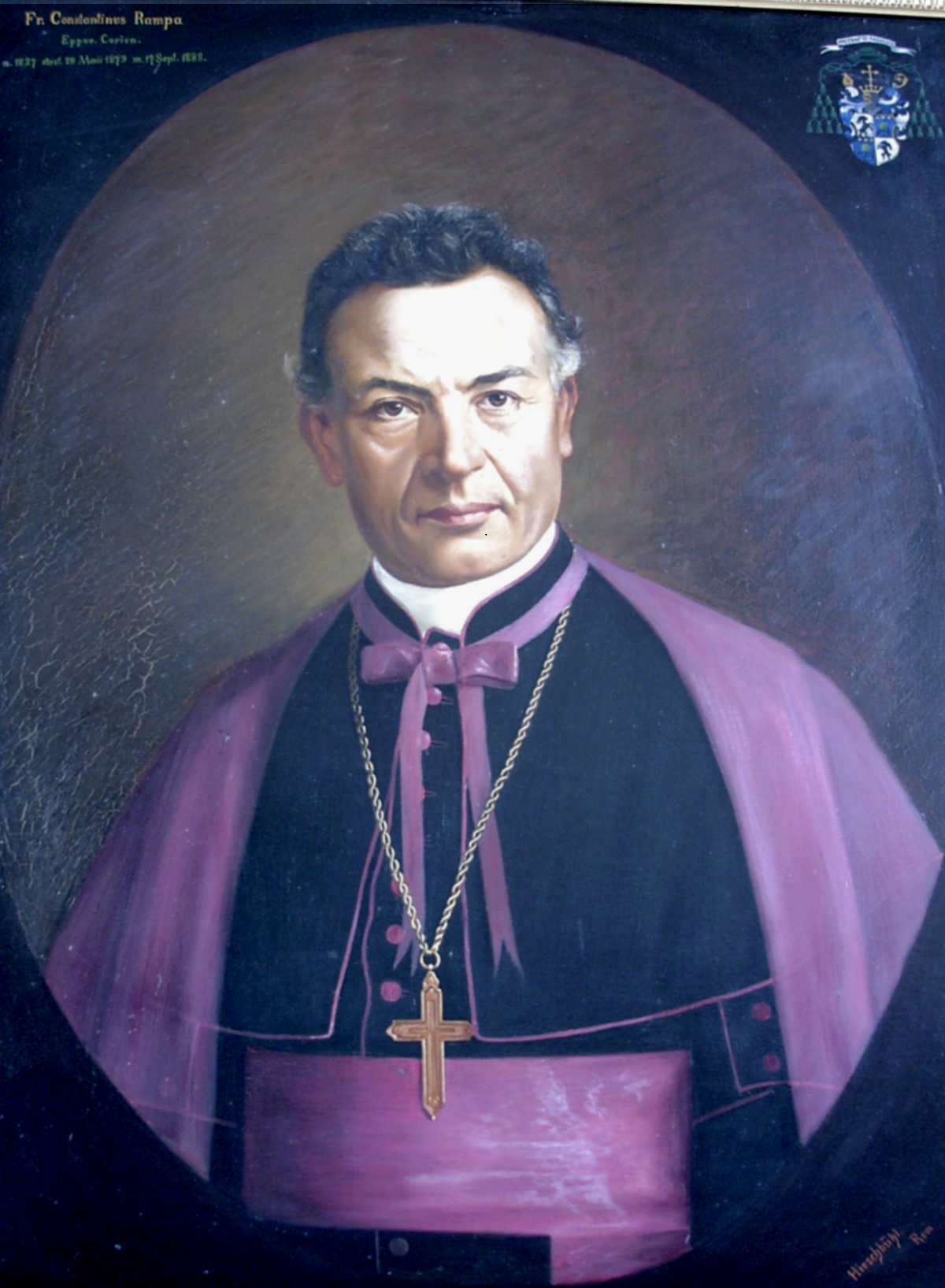
Franz Konstantin Rampa 1837–1888, Bischof von Chur (1879–1888)

Franz Konstantin Rampa (* 13. September 1837 in Poschiavo; † 17. September 1888 in Chur) war römisch-katholischer Bischof des Bistums Chur.

## Leben
Der Sohn des Landwirts Anton Rampa und der Maria Domenica Lacqua besuchte im Jahre 1854 die Kantonsschule in Chur und 1855 die Stiftsschule (Gymnasium) in Einsiedeln, nach dem Abitur studierte er 1856/57 Theologie in München, 1857/58 an der römischen Universität La Sapienza und anschliessend am Mailänder Priesterseminar. Dort empfing er am 25. Mai 1861 die Priesterweihe und wurde in den Klerus des Bistums Como inkardiniert. Zunächst Vikar in seinem Geburtsort Poschiavo, wurde er 1862 Lehrer in Chur und Zug. Nach erfolgter Umkardinierung 1863 in den Klerus von Chur wurde er 1866 Pfarrer in Glarus. 1868 erhielt er eine Professur für Kirchenrecht und Exegese am Priesterseminar St. Luzi in Chur. Von 1871 bis 1874 war er Bündner Grossrat für den Kreis Poschiavo. Bischof Nikolaus Franz Florentini ernannte ihn 1875 zum nicht-residierenden Domherr, 1877 wurde er Geistlicher Rat und im Januar 1879 Bischöflicher Kanzler und Offizial unter Bischof Kaspar Willi.
Am 28. Mai 1879 wählte das Churer Domkapitel Franz Konstantin Rampa, für den am 17. des Vormonats verstorbenen Kaspar Willi, zum neuen Bischof von Chur. Papst Leo XIII. bestätigte am 22. September 1879 diese Wahl. Die Bischofsweihe spendete ihm am 9. November 1879 in der Kathedrale St. Mariä Himmelfahrt in Chur der Bischof von St. Gallen, Karl Johann Greith; Mitkonsekratoren waren Eugène Lachat, der Bischof von Basel, und Johann Nepomuk Amberg, Weihbischof in Brixen für Feldkirch.
Rampa war ein pastoraler Bischof, seine Hirtenbriefe hätten „erfrischend“ gewirkt, und durch sein menschenfreundliches Auftreten habe er „die Herzen der Diözesanen“ alsbald gewonnen. Im Priesternachwuchs setzte er neue Akzente, er verlängerte das Theologiestudium an seinem Priesterseminar von drei auf vier Jahre; schickte seine Alumnen (Priesteramtskandidaten) auch zum Studium ans Erzbischöfliche Priesterseminar nach Mailand, wo er selbst studiert hatte, und sorgte dort für die nötigen Freiplätze. Er gründete Pfarreien, liess neue Kirchen bauen; ihm gelang es, die katholische Kirchengemeinde in Zürich, die sich nach dem Ersten Vatikanischen Konzil den Christkatholiken zugewandt haben, zurückzuholen. Es wurde die grösste römisch-katholische Kirchengemeinde im Bistum Chur. Grossen Anteil hatte er am Wiederaufstieg von Kloster Disentis. Nach einem Brand im Jahr 1846 kam das Klosterleben in der Benediktinerabtei weitestgehend zum Erliegen. Eine Renovierung oder Restaurierung der Kathedrale konnte er nicht mehr realisieren, da er 1886 schwer erkrankte (Hirnhautentzündung), lediglich den Bau einer neuen Hauptorgel konnte er in Auftrag geben.
Er starb im Alter von 51 Jahren und wurde im Friedhof neben der Kathedrale Mariä Himmelfahrt beigesetzt.